# Villaverde del Monte (kommun)
Villaverde del Monte är en kommun i Spanien.   Den ligger i provinsen Provincia de Burgos och regionen Kastilien och Leon, i den norra delen av landet, 190 km norr om huvudstaden Madrid. Antalet invånare är 148. Arean är 37 kvadratkilometer.
Terrängen i Villaverde del Monte är platt.